# Pedro Geromel
Pedro Tonon Geromel (São Paulo, 21 de septiembre de 1985) es un exfutbolista brasileño que desempeñaba la función de defensa central. Durante buena parte de su carrera jugó en Grêmio y es considerado uno de los mejores jugadores en la historia de dicho club. Fue internacional con su selección en la Copa Mundial de Fútbol de 2018.

## Trayectoria
Nacido en São Paulo, se formó en las categorías inferiores de Palmeiras, y a los dieciocho años se trasladó a Portugal para firmar por el Grupo Desportivo de Chaves, donde completó su formación. Debutó en la temporada 2004-05, cuando el club militaba en segunda división.
Llamó la atención de varios clubes de primera división y, en 2005, fichó por el Vitória Sport Clube, donde pasó de jugar en segunda división a disputar la Liga de Campeones de la UEFA en la temporada 2007-08. En una encuesta en línea, fue elegido mejor jugador de esa temporada en la liga portuguesa, por delante de los jugadores del F. C. Oporto Lisandro López y Lucho González. Durante esa época, clubes como Real Madrid, Bayern de Múnich y Chelsea F. C. estuvieron interesados en ficharlo.
El 30 de junio de 2008, fue traspasado a la Bundesliga, a las filas del F. C. Colonia, en ese entonces recientemente ascendido a primera división. Sus registros fueron de 78,6% en jugadas divididas aéreas, 181 recuperaciones de balón y un promedio de 0,9 faltas por partido.
El 22 de agosto de 2012, se confirmó la cesión del jugador al Real Club Deportivo Mallorca por cuatro temporadas y, según una cláusula incluida en el contrato, el Colonia tenía la opción de recuperarlo cuando terminara cada una.
El 24 de diciembre de 2013, fichó por Grêmio por dos temporadas. En 2017, se consagró campeón de la Copa Libertadores.
Ganó la Bola de Prata, premio que distingue a los mejores jugadores del Brasileirão por temporada, entre 2015 y 2018, y se convirtió en el primero en ganarlo cuatro veces consecutivas. Del mismo modo, ganó tres Prêmios Craque do Brasileirão consecutivos. Fue incluido en el Equipo Ideal de América en 2017 y 2018.

### Selección
El 27 de agosto de 2016, fue convocado por Tite para los partidos con Ecuador y Colombia por eliminatorias, en reemplazo del lesionado Rodrigo Caio. Su debut se produjo el 25 de enero de 2017, en un amistoso contra Colombia en el Estadio Olímpico Nilton Santos. Volvió a jugar el 23 de marzo, en una goleada por 3-0 sobre Rusia.
En mayo de 2018, fue convocado para disputar el Mundial de Rusia.

#### Participaciones en Copas del Mundo
| Mundial                        | Sede  | Resultado        |
| ------------------------------ | ----- | ---------------- |
| Copa Mundial de Fútbol de 2018 | Rusia | Cuartos de final |

## Estadísticas

### Clubes
| G. D. Chaves Portugal |               |     |    |     |     |   |    |    |   |     |     |    |    |
| 2004-05 | 15            | 0   | 0  | —   | —   | — | —  | —  | — | 15  | 0   | 0  |    |
| Total | 15            | 0   | 0  | 0   | 0   | 0 | 0  | 0  | 0 | 15  | 0   | 0  |    |
| Vitória S. C. Portugal |               |     |    |     |     |   |    |    |   |     |     |    |    |
| 2005-06 | 17            | 0   | 2  | 2   | 0   | 0 | 2  | 0  | 0 | 21  | 0   | 2  |    |
| 2006-07 | 21            | 4   | 6  | 3   | 0   | 0 | —  | —  | — | 24  | 0   | 0  |    |
| 2007-08 | 29            | 1   | 0  | 2   | 0   | 0 | —  | —  | — | 29  | 1   | 0  |    |
| Total | 67            | 1   | 2  | 7   | 0   | 0 | 2  | 0  | 0 | 76  | 1   | 2  |    |
| F. C. Colonia · Alemania |               |     |    |     |     |   |    |    |   |     |     |    |    |
| 2008-09 | 32            | 1   | 1  | 2   | 0   | 0 | —  | —  | — | 34  | 1   | 1  |    |
| 2009-10 | 29            | 1   | 1  | 3   | 0   | 0 | —  | —  | — | 32  | 1   | 1  |    |
| 2010-11 | 27            | 2   | 0  | 1   | 0   | 0 | —  | —  | — | 28  | 2   | 0  |    |
| 2011-12 | 28            | 0   | 0  | 1   | 0   | 1 | —  | —  | — | 29  | 0   | 1  |    |
| Total | 116           | 4   | 2  | 7   | 0   | 1 | 0  | 0  | 0 | 123 | 4   | 3  |    |
| R. C. D. Mallorca · España |               |     |    |     |     |   |    |    |   |     |     |    |    |
| 2012-13 | 30            | 1   | 0  | 3   | 1   | 0 | —  | —  | — | 33  | 2   | 0  |    |
| 2013-14 | 8             | 0   | 0  | 1   | 0   | 0 | —  | —  | — | 9   | 0   | 0  |    |
| Total | 38            | 1   | 0  | 4   | 1   | 0 | 0  | 0  | 0 | 42  | 2   | 0  |    |
| Grêmio · Brasil |               |     |    |     |     |   |    |    |   |     |     |    |    |
| 2014 | 24            | 0   | 0  | 4   | 0   | 0 | 3  | 0  | 0 | 31  | 0   | 0  |    |
| 2015 | 31            | 0   | 1  | 14  | 3   | 0 | —  | —  | — | 45  | 3   | 1  |    |
| 2016 | 28            | 3   | 0  | 18  | 2   | 1 | 7  | 0  | 0 | 53  | 5   | 1  |    |
| 2017 | 21            | 0   | 3  | 14  | 0   | 0 | 12 | 1  | 0 | 47  | 1   | 3  |    |
| 2018 | 20            | 2   | 0  | 11  | 0   | 0 | 13 | 0  | 1 | 44  | 2   | 1  |    |
| 2019 | 20            | 3   | 0  | 14  | 0   | 0 | 10 | 0  | 0 | 44  | 3   | 0  |    |
| 2020 | 13            | 0   | 0  | 12  | 0   | 0 | 7  | 0  | 0 | 32  | 0   | 0  |    |
| 2021 | 25            | 0   | 0  | 7   | 0   | 0 | 4  | 0  | 0 | 36  | 0   | 0  |    |
| 2022 | 34            | 0   | 0  | 12  | 0   | 0 | —  | —  | — | 46  | 0   | 0  |    |
| 2023 | 7             | 0   | 0  | —   | —   | — | —  | —  | — | 7   | 0   | 0  |    |
| 2024 | 12            | 0   | 0  | 11  | 1   | 0 | 2  | 0  | 0 | 25  | 1   | 0  |    |
| Total | 215           | 8   | 4  | 117 | 6   | 1 | 58 | 1  | 1 | 410 | 15  | 6  |    |
| Total carrera | Total carrera | 471 | 14 | 9   | 135 | 7 | 1  | 60 | 1 | 1   | 666 | 22 | 11 |
| (1) Incluye datos de Copa de Portugal, Copa de la Liga de Portugal, Copa de Alemania, Copa del Rey, Copa de Brasil, Campeonato Gaúcho y Recopa Gaúcha. (2) Incluye datos de Copa de la UEFA, Copa Sudamericana, Copa Libertadores, Recopa Sudamericana y Mundial de Clubes. |               |     |    |     |     |   |    |    |   |     |     |    |    |

### Selección
| Brasil | 2016  | — | — | — | 0 | 0 | 0 | — | — | — | 0 | 0 | 0 |
| Brasil | 2017  | 1 | 0 | 0 | — | — | — | — | — | — | 1 | 0 | 0 |
| Brasil | 2018  | 1 | 0 | 0 | — | — | — | 0 | 0 | 0 | 1 | 0 | 0 |
| Total | Total | 2 | 0 | 0 | 0 | 0 | 0 | 0 | 0 | 0 | 2 | 0 | 0 |
| (1) Incluye los partidos de clasificación mundialista. (2) Incluye los partidos de la Copa Mundial de Fútbol. |       |   |   |   |   |   |   |   |   |   |   |   |   |

### Resumen
| Competición                | Partidos | Goles | Asistencias | Promedio |
| -------------------------- | -------- | ----- | ----------- | -------- |
| Liga                       | 393      | 14    | 8           | 0,03     |
| Copas nacionales/estatales | 105      | 6     | 2           | 0,05     |
| Copas internacionales      | 54       | 1     | 1           | 0,01     |
| Selección                  | 2        | 0     | 0           | 0,00     |
| Total                      | 554      | 21    | 11          | 0,03     |

## Palmarés

### Campeonatos estatales
| Título            | Club               | Estado             | Año  |
| ----------------- | ------------------ | ------------------ | ---- |
| Campeonato Gaúcho | Grêmio F. B. P. A. | Río Grande del Sur | 2018 |
| Recopa Gaúcha     | Grêmio F. B. P. A. | Río Grande del Sur | 2019 |
| Campeonato Gaúcho | Grêmio F. B. P. A. | Río Grande del Sur | 2019 |
| Campeonato Gaúcho | Grêmio F. B. P. A. | Río Grande del Sur | 2020 |
| Recopa Gaúcha     | Grêmio F. B. P. A. | Río Grande del Sur | 2021 |
| Campeonato Gaúcho | Grêmio F. B. P. A. | Río Grande del Sur | 2021 |
| Recopa Gaúcha     | Grêmio F. B. P. A. | Río Grande del Sur | 2022 |
| Campeonato Gaúcho | Grêmio F. B. P. A. | Río Grande del Sur | 2022 |
| Recopa Gaúcha     | Grêmio F. B. P. A. | Río Grande del Sur | 2023 |
| Campeonato Gaúcho | Grêmio F. B. P. A. | Río Grande del Sur | 2023 |
| Campeonato Gaúcho | Grêmio F. B. P. A. | Río Grande del Sur | 2024 |

### Campeonatos nacionales
| Título         | Club               | País   | Año  |
| -------------- | ------------------ | ------ | ---- |
| Copa de Brasil | Grêmio F. B. P. A. | Brasil | 2016 |

### Campeonatos internacionales
| Título                       | Club               | Sede         | Año  |
| ---------------------------- | ------------------ | ------------ | ---- |
| Copa Libertadores de América | Grêmio F. B. P. A. | Lanús        | 2017 |
| Recopa Sudamericana          | Grêmio F. B. P. A. | Porto Alegre | 2018 |

### Otros logros
| Título            | Club               | País   | Año  |
| ----------------- | ------------------ | ------ | ---- |
| Ascenso a Serie A | Grêmio F. B. P. A. | Brasil | 2022 |

### Distinciones
| Distinción                           | Año                                |
| ------------------------------------ | ---------------------------------- |
| Mejor defensor de la Primeira Liga   | 2007-08                            |
| Mejor defensor de la Bundesliga      | 2008-09, 2009-10                   |
| Mejor defensor del Campeonato Gaúcho | 2016, 2017, 2018, 2019, 2020, 2022 |
| Bola de Prata.                       | 2015, 2016, 2017, 2018             |
| Prêmio Craque do Brasileirão.        | 2016, 2017, 2018                   |
| Parte del Equipo Ideal de América.   | 2017, 2018                         |

## Vida privada
Es hijo de Valmir Geromel y Eliane Tonon. Tiene un hermano, Ricardo, que trabaja para la revista Forbes y es inversionista en un par de clubes de fútbol estadounidenses.
Está casado con Livia, con quien tiene tres hijos: Lya, Lauren y Lucca.